# Xylopia aurantiiodora
Xylopia aurantiiodora là loài thực vật có hoa thuộc họ Na. Loài này được De Wild. & T. Durand miêu tả khoa học đầu tiên.